# 勒布莱米瓦
勒布莱米瓦（法語：Le Boullay-Mivoye，法語發音：[lə bulɛ mivwa]）是法国厄尔-卢瓦省的一个市镇，属于德勒区。

## 地理
勒布莱米瓦（48°38'51.52"N, 1°24'23.62"E）面积10.92 平方千米，位于法国中央-卢瓦尔河谷大区厄尔-卢瓦省，该省份为法国北部内陆省份，北起顺时针与厄尔省、伊夫林省、埃松省、卢瓦雷省、卢瓦-谢尔省、萨尔特省和奧恩省接壤。
与勒布莱米瓦接壤的市镇（或旧市镇、城区）包括：沙尔蓬、特朗布莱莱维拉日、厄尔河畔维勒默、勒布莱蒂耶里。

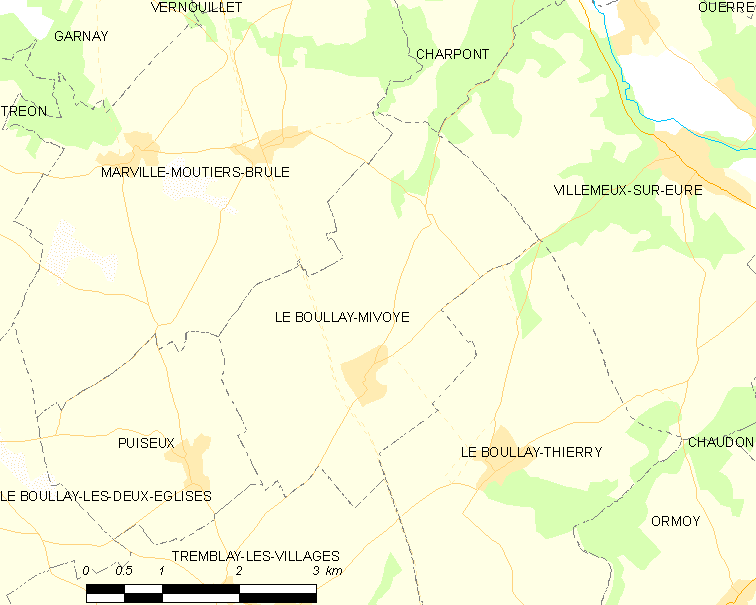
勒布莱米瓦的OSM定位图

勒布莱米瓦的时区为UTC+01:00、UTC+02:00（夏令时）。

## 行政
勒布莱米瓦的邮政编码为28210，INSEE市镇编码为28054。

## 政治
勒布莱米瓦所属的省级选区为德勒第二县。

## 人口

1962-2008年间勒布莱米瓦人口变化图示

勒布莱米瓦于2022年1月1日时的人口数量为529人。